# Solo esseri umani
Solo esseri umani è il 35º album in studio del gruppo musicale italiano Nomadi, pubblicato nel 2021. 

## Descrizione
Valori / Amore / Vita sottotitolo dell'album e spunto per ogni brano e di riflessione. Il brano che dà il titolo all'album Solo esseri umani è cantato insieme al comico, attore e conduttore televisivo, nonché grande amico Enzo Iacchetti. Il brano Il segno del fuoriclasse è dedicato ad Augusto Daolio, compianto cantante e cofondatore dei Nomadi

## Tracce
1. Ogni cosa che vivrai – 4:02
2. Solo esseri umani – 3:57
3. Fidati di me – 3:47
4. Frasi nel fuoco – 3:28
5. Abbracciami ancora una volta – 3:00
6. Il segno del fuoriclasse – 3:31
7. C'eri anche tu (Yuri Cilloni, Cico Falzone, Beppe Carletti, Leonardo Garrilli, Elisabetta Pietrelli – 3:23
8. Soffio Celeste (Edgardo Mattei, Beppe Carletti, Elisabetta Pietrelli) (feat. Chiara Bertoni) – 3:43
9. Dalla parte del cuore – 4:03
10. Voci per cantare – 3:44
11. Solo esseri umani (feat. Enzo Iacchetti) – 3:56

Durata totale: 40:34

## Formazione
- Yuri Cilloni - voce
- Sergio Reggioli - violino, percussioni
- Cico Falzone - chitarre elettriche ed acustiche
- Beppe Carletti - tastiere, cori
- Massimo Vecchi - bassi elettrici ed acustici
- Daniele Campani - batteria, percussioni

## Classifiche
| Classifica (2021) | Posizione massima |
| ----------------- | ----------------- |
| Italia            | 4                 |